# バルセロナ・インタナショナルコンベンションセンター

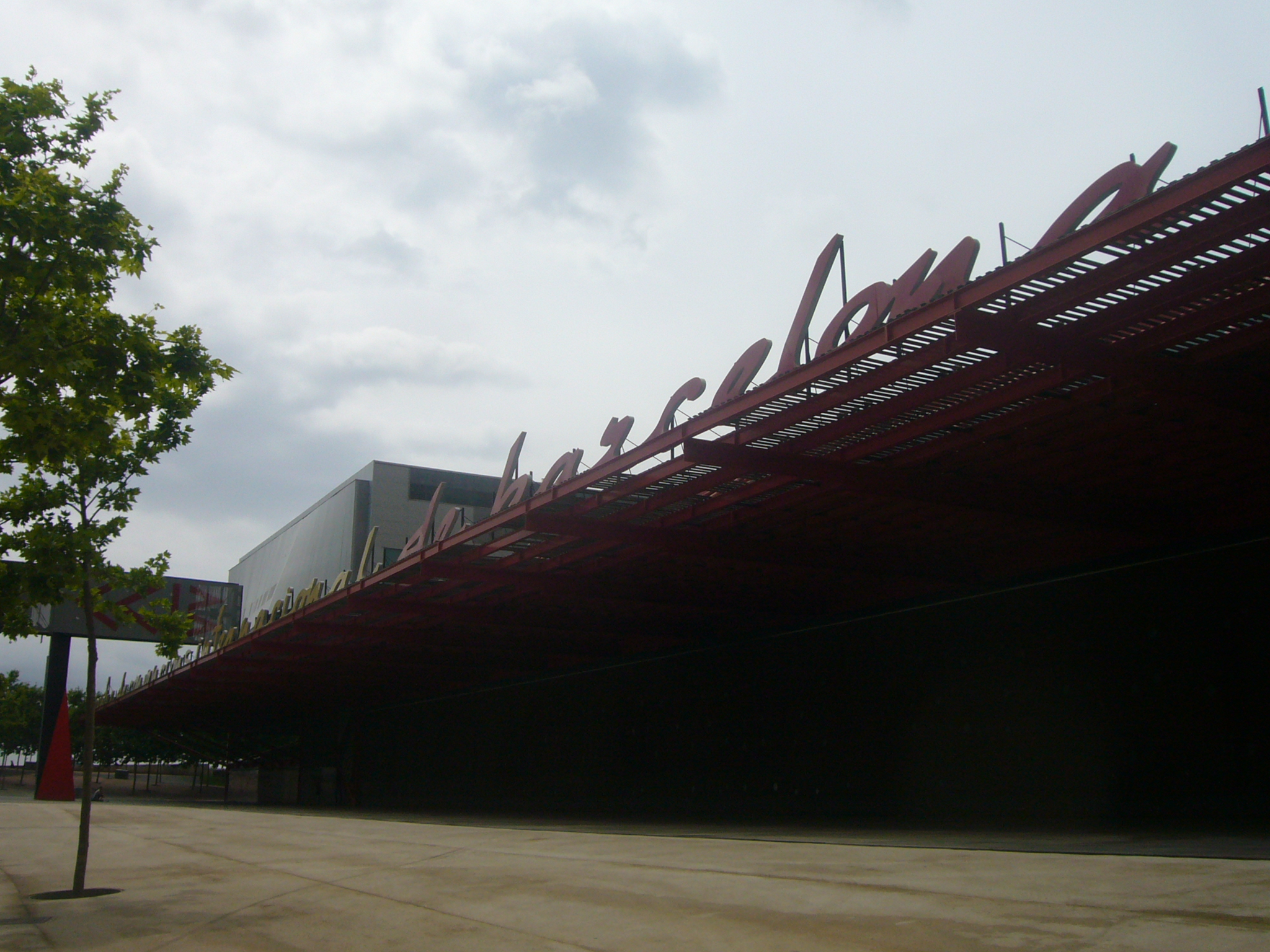
バルセロナ・インタナショナルコンベンションセンター

バルセロナ・インタナショナルコンベンションセンター（Centre de Convencions Internacional de Barcelona）は、スペイン・カタルーニャ州バルセロナに存在するコンベンションセンター。

## 概要
本施設は、2001年に南ヨーロッパ最大の国際コンベンションセンターとして建設が計画された。
設計者は地元カタルーニャ州の建築家であるヨセプ・リュイース・マティオが担当した。
最大15,000人が収容できる国際会議場や4000平方メートルの面積を持つ多目的ホールなど、あらゆるイベントや展示会などに対応できる施設となっている。
本施設での最初のイベントは2004年のカルチュア・ユニバーサル・フォーラムである。
2015年12月9日～12月13日、この会場を舞台としてフィギュアスケートの2015/2016 ISUグランプリファイナルが開催された。